# Poleta
Los poletas (en griego antiguo: πωλητής, romanizado: poletés) o "vendedores" eran magistrados atenienses de la época clásica. Eran designados por sorteo, cada tribu que dispone de un poleta. Este colegio de diez magistrados estaba al cargo de todas las adjudicaciones de la ciudad. Dirigía así la salida a venta de las subastas de los bienes confiscado por la ciudad, el alquiler de las tierras públicas a los pujadores, el arriendo de las tasas aduaneras, sobre todo la pentékostè, tasa del 2 % sobre los productos importados o exportados de Atenas. El Pōlētẽrion era el lugar donde se reunían.
Los poletas estaban encargados además de incluir en las subastas el alquiler de las concesiones mineras del Laurion, aunque era la Boulé la que finalmente validaba la venta por votación. Además, debían, en el siglo IV .a. C., grabar en piedra los contratos de arrendamiento mineros concedidos, en estelas de mármol a continuación de la adjudicación. Sobre estas eestelas de mármol, ubicadas a la vista de todos en el Ágora de Atenas, los poletas inscribían el nombre de la mina, inspirado en una divinidad o en un mero personaje, el demo donde se ubicaba, los límites de la concesión, a veces su categoría administrativa, finalmente el nombre del arrendatario y la suma pagada por este último, por ejemplo: "La mina anasaximon Eudoteion, en Laurion, con un hito (horos), en una localización cuyos límites son: al norte la tierra pedregosa de Calias, al este el camino de Hypotragôn a Laurion y el Semaquion [¿mina o santuario?], al oeste el taller de Aspetos. Concesionario: Cleónimo,  hijo de Filocares de Afidnas. 150 dracmas".
En Epidamno, la función del poleta era otra, según explica Plutarco "Los epidamnios, vecinos de los ilirios, se dieron cuenta de que los ciudadanos que se asociaban con los poletai se corrompían. Como temían una revolución, elegían cada año a uno de sus ciudadanos más reputados para las transacciones y contratos comerciales. Este visitaba a los bárbaros y ofrecía una oportunidad de mercado a todos los ciudadanos. Por esto se le llamaba el "poleta".